# Kościół św. Katarzyny w Bachórcu
Kościół św. Katarzyny w Bachórcu – drewniany rzymskokatolicki kościół pw. św. Katarzyny, zbudowany w 1760–63, znajdujący się w miejscowości Bachórzec.
Kościół w Bachórcu jest niewielką świątynią z dominującą bryłą korpusu nawowego i jest wartościowym przykładem drewnianej architektury sakralnej 2 połowy XVIII w.. 
W 1992 obiekt wpisany do rejestru zabytków. Włączony do podkarpackiego Szlaku Architektury Drewnianej.

## Historia obiektu
Kościół zbudowano w latach 1760–63 z fundacji ówczesnego właściciela dóbr bachórzeckich Antoniego z Siecina Krasickiego i staraniom plebana Jana Rymarskiego z częściowym wykorzystaniem drewna z poprzedniej świątyni. W 1763 świątynię konsekrowano. Gruntownie remontowany w 1856 i wówczas zyskał neobarokowy malarski wystrój wnętrza. Uszkodzony w czasie I i II wojny światowej. W 1956 kościół pokryto blachą. Opuszczony od 1961 po wybudowaniu nowego kościoła. Od 2000 remontowany. Remont miał przywrócić obiektowi wygląd oryginalny. Między innymi dach ponownie pokryto gontem, wymieniono podwaliny i belki, podniesiono podłogę. W latach 2008–2010 przeprowadzono restaurację wnętrza.

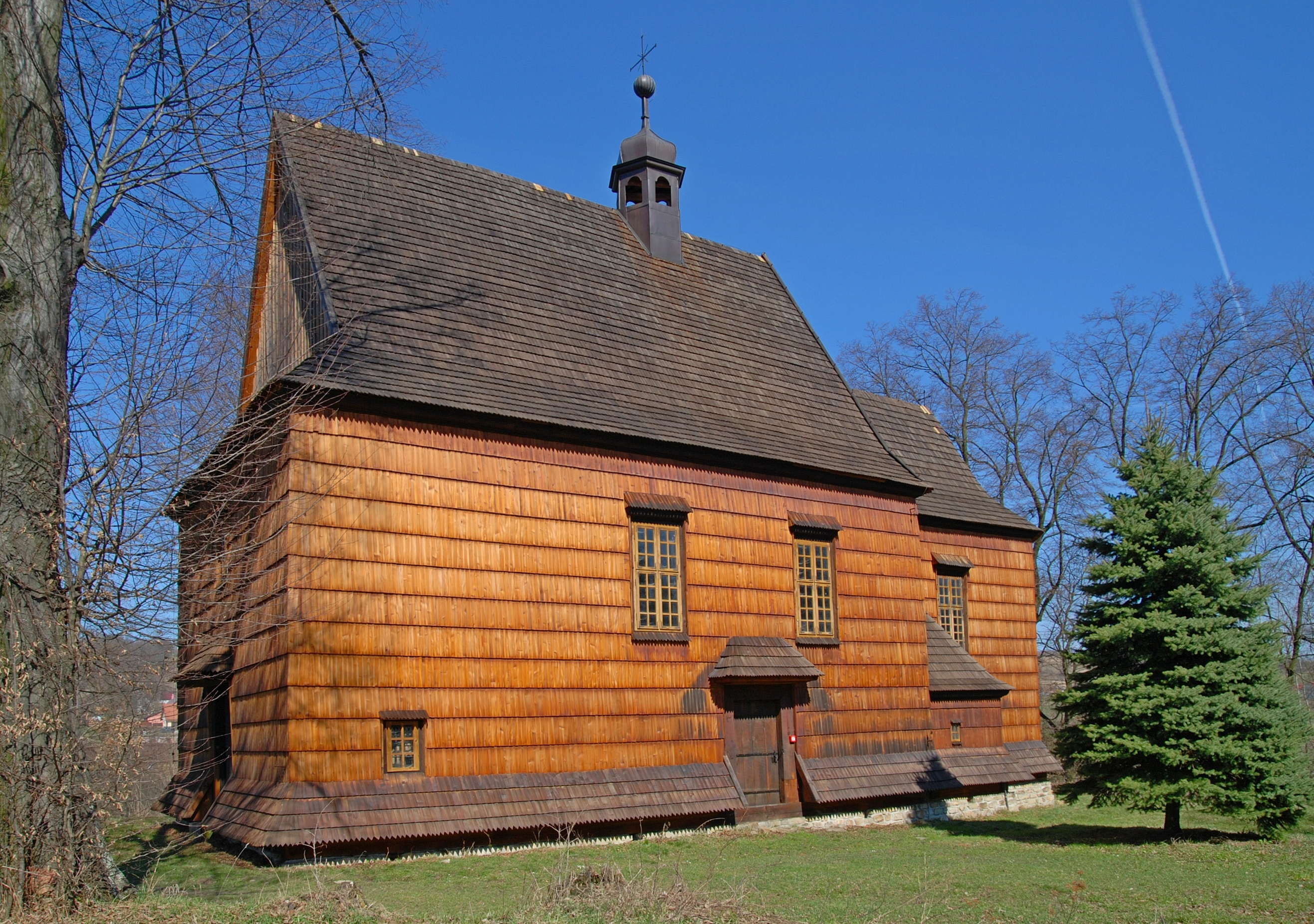
Elewacja południowa
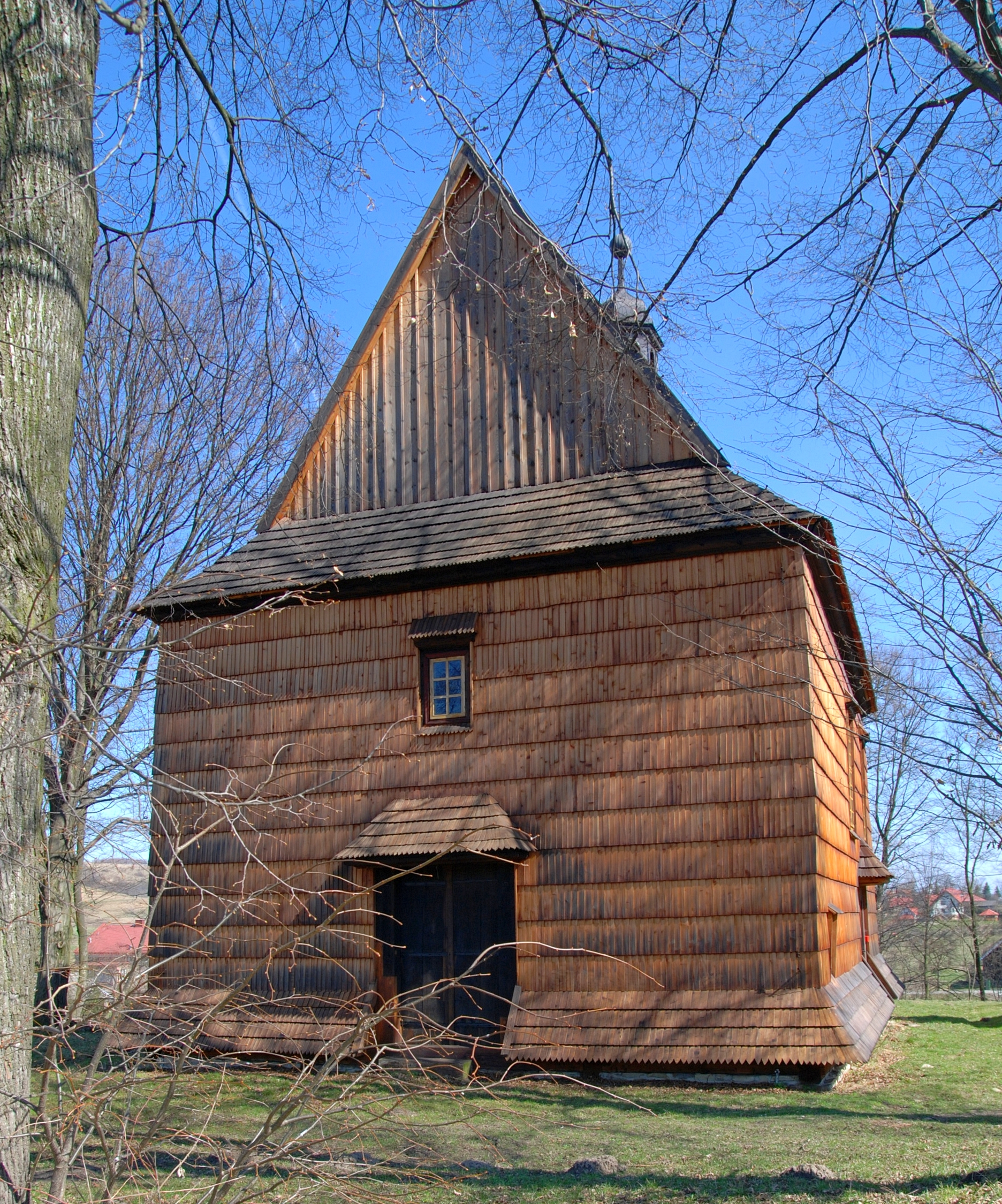
Elewacja frontowa
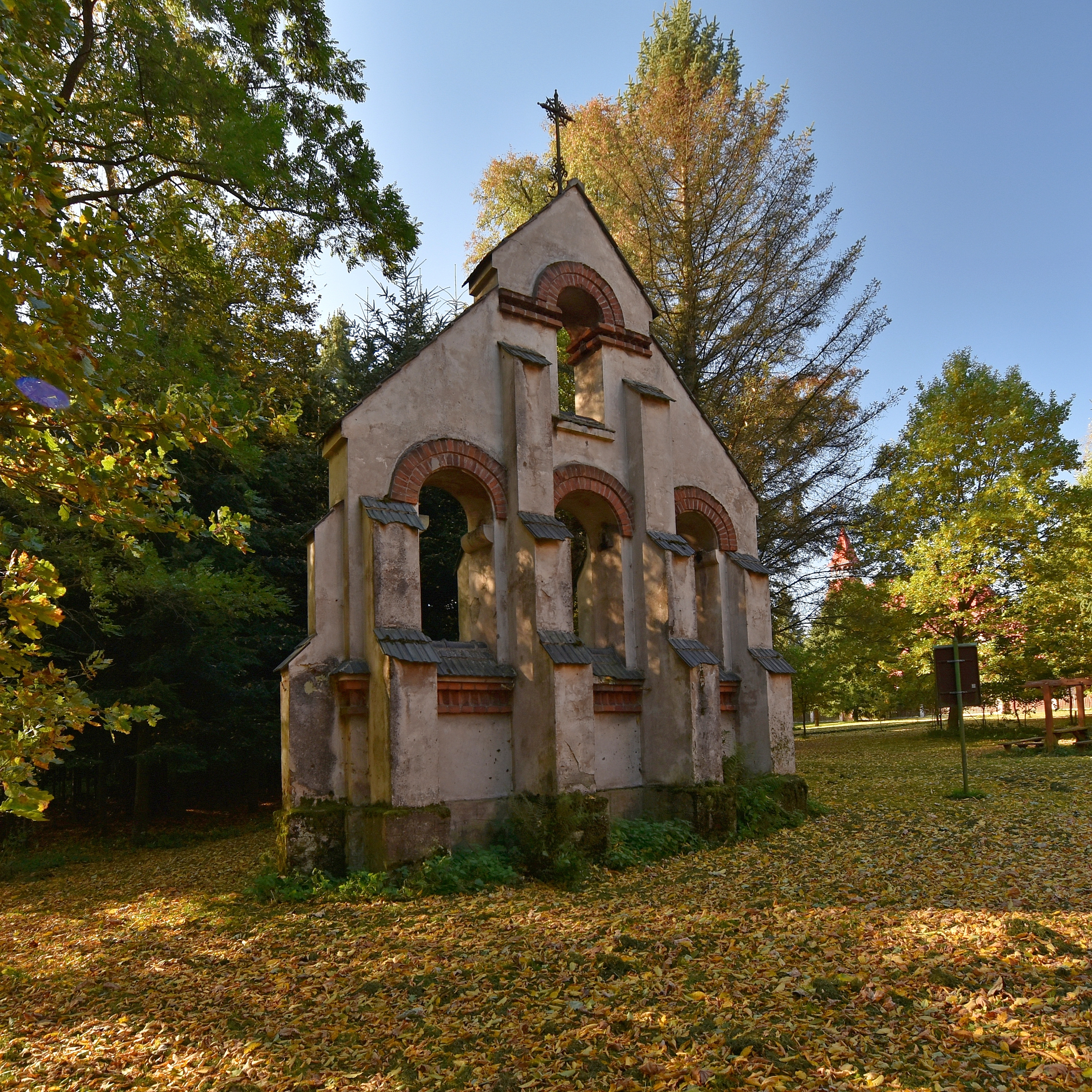
Dzwonnica

## Architektura i wyposażenie
To budowla drewniana konstrukcji zrębowej, orientowana, dwudzielna. Trójbocznie zamknięte prezbiterium na rzucie prostokąta i rzadko spotykany trójnawowy korpus z obszerną kruchtą od frontu i niewielką przybudówką od południa. Świątynia nakryta dachami dwuspadowymi nad prezbiterium i nawą z osobnymi kalenicami. Na dachu korpusu nawowego wieżyczka na sygnaturkę z latarnią o cebulastej kopułce.   
Wnętrze nakryte płaskim stropem z fesetami. Dwie wąskie nawy boczne wydzielone arkadowo połączonymi parami słupów. Ściany i strop ozdobione polichromią o motywach figuralno-ornamentalną z XIX w. W nawie na stropie przedstawienie św. Katarzyny patronki kościoła. W zakrystii na stropie przetrwały fragmenty ornamentów wykonanych techniką patronową. Chór muzyczny o wybrzuszonej linii balustrady założony nad kruchtą. Przeniesione do nowego kościoła wyposażenie powróciło na swoje miejsce. Najcenniejsze to: barokowy ołtarz główny z połowy XVII w., rokokowe ołtarze boczne, gotycka kropielnica z XV/XVI w., ambona oraz obrazy z XVII/XVIII w.. 

## Otoczenie
Od strony wschodniej znajduje się murowana parawanowa dzwonnica.